# ТЕЦ Грозавешті
ТЕЦ Грозавешті — теплоелектроцентраль у румунській столиці.
У 1964 році на майданчику станції, розташованому у північно-західній частині Бухаресту, стали до ладу два блоки з паровими турбінами VT-50 потужністю по 50 МВт. Своє живлення вони отримували від двох котлів — одного постаченого Таганрозьким котельним заводом типу TGM продуктивністю 420 тон пари на годину та одного виробництва словацької Tlmace типу IBZKG з показником 210 тон пари.
Станція виробляє електроенергію та тепло для системи опалення румунської столиці. Для покриття пікових навантажень під час опалювального періоду в 1963, 1964 та 1965 також встановили три водогрійні котла радянського виробництва типу PTVM потужністю по 116 МВт, до яких в 1970-му додали водогрійний котел бухарестського заводу Vulcan з таким саме показником у 116 МВт.
На другу половину 2010-х планувалось виведення з експлуатації блоку № 2.
Станція розрахована на використання природного газу, який подається до румунської столиці по газопроводах Трансильванія – Бухарест, Хурезань – Бухарест та Ісакча — Бухарест.
Для видалення продуктів згоряння парових котлів спорудили димар висотою 60 метрів, тоді як кожен із чотирьох водогрійних котлів має власний димар висотою 55 метрів.
Видача продукції відбувається по ЛЕП, розрахованій на роботу під напругою 110 кВ.